# Ibrahim Eissa
Pour les articles homonymes, voir Eissa.
 (mars 2022).
La mise en forme du texte ne suit pas les recommandations de Wikipédia : il faut le « wikifier ».
Les points d'amélioration suivants sont les cas les plus fréquents. Le détail des points à revoir est peut-être précisé sur la page de discussion.
- Les titres sont pré-formatés par le logiciel. Ils ne sont ni en capitales, ni en gras.
- Le texte ne doit pas être écrit en capitales (les noms de famille non plus), ni en gras, ni en italique, ni en « petit »…
- Le gras n'est utilisé que pour surligner le titre de l'article dans l'introduction, une seule fois.
- L'italique est rarement utilisé : mots en langue étrangère, titres d'œuvres, noms de bateaux, etc.
- Les citations ne sont pas en italique mais en corps de texte normal. Elles sont entourées par des guillemets français : « et ».
- Les listes à puces sont à éviter, des paragraphes rédigés étant largement préférés. Les tableaux sont à réserver à la présentation de données structurées (résultats, etc.).
- Les appels de note de bas de page (petits chiffres en exposant, introduits par l'outil «  Source ») sont à placer entre la fin de phrase et le point final[comme ça].
- Les liens internes (vers d'autres articles de Wikipédia) sont à choisir avec parcimonie. Créez des liens vers des articles approfondissant le sujet. Les termes génériques sans rapport avec le sujet sont à éviter, ainsi que les répétitions de liens vers un même terme.
- Les liens externes sont à placer uniquement dans une section « Liens externes », à la fin de l'article. Ces liens sont à choisir avec parcimonie suivant les règles définies. Si un lien sert de source à l'article, son insertion dans le texte est à faire par les notes de bas de page.
- La présentation des références doit suivre les conventions bibliographiques. Il est recommandé d'utiliser les modèles {{Ouvrage}}, {{Chapitre}}, {{Article}}, {{Lien web}} et/ou {{Bibliographie}}. Le mode d'édition visuel peut mettre en forme automatiquement les références.
- Insérer une infobox (cadre d'informations à droite) n'est pas obligatoire pour parachever la mise en page.

Pour une aide détaillée, merci de consulter Aide:Wikification.
Si vous pensez que ces points ont été résolus, vous pouvez retirer ce bandeau et améliorer la mise en forme d'un autre article.
Ibrahim Eissa ou Ibrahim ʿissa (en arabe :إبراهيم عيسى), né en novembre 1965, est un journaliste, personnalité de la télévision et romancier égyptien. Cofondateur et rédacteur en chef de l'hebdomadaire égyptien Al-Dustour (« La Constitution » en arabe égyptien) de 1995 à 1998 et de 2005 à 2010, il cofonde en juillet 2011 la publication Al Tahrir (journal) (en) (« La Libération »), dont il est depuis le rédacteur en chef.

## Biographie
Ibrahim Eissa est né en novembre 1965 en Égypte, d'un père enseignant l'arabe. À onze ans, il publie son premier magazine, Al Haqiqa (« La vérité »), qu'il imprime lui-même et distribue à la main aux écoles locales et aux kiosques à journaux. À dix-sept ans, pendant sa première année à l'école de journalisme de l'Université du Caire, il est engagé par le magazine Rose al-Yūsuf (en), journal public réputé pour son ouverture à des sujets habituellement tabous et pour son opposition nationaliste et de gauche aux Frères musulmans et au groupe Gamaa al-Islamiya, dont il devient l'un des secrétaires de rédaction. Cependant, lorsqu'Ibrahim Eissa refuse d'apporter son soutien à l'invasion du Koweït par l'Irak en 1990, il est forcé de démissionner dans un délai d'un an de la rédaction politique pour assumer la rédaction littéraire.

## Carrière

### Al-DustouretAala Al Qahwa
Dans les années 1990, l'éditeur privé Essam Fahmi Ismail se rapproche d'Ibrahim Eissa, après avoir tenté sans succès de convaincre son collègue Adel Hammouda (ar), dans l'objectif de fonder une entreprise journalistique. Ils créent l'hebdomadaire Al-Dustour sous une licence étrangère en 1995.
Le journal adopte à l'égard du régime d'Hosni Moubarak un ton critique inédit à l'époque, en particulier par la mise en avant la corruption du gouvernement, la qualité de la gouvernance et les relations entre l'Égypte et Israël. Il accueille des contributeurs venant de tout le spectre politique et religieux, y compris des marxistes, nationalistes, et partisans de Nasser. En tant que rédacteur en chef, Ibrahim Eissa est la cible principale de la controverse qui en résulte. Le journal est aussi réputé pour être familier, provocateur, et illustré de caricatures. Il a une grande influence sur l'évolution de la presse égyptienne - si bien que le néologisme « dustouriser » est utilisé dans les salles de rédaction. Sa diffusion atteint 150.000 exemplaires par semaine. Ibrahim Eissa attribue ce succès à la manière dont le journal s'adresse à son public principal, la jeunesse.
Au cours de l'existence d'Al-Dustour, trois numéros sont confisqués en raoson de leur nature polémique.
Le journal est fermé en février 1998 après avoir publié une menace de mort du groupe Gamaa islamiyya visant trois hommes d'affaires coptes. Selon Ibrahim Eissa, sa publication est interrompue à la suite d'un appel de Naguib Sawiris au président Hosni Mubarak, afin de protester contre la publication de la menace de mort par le journal.
Après la fermeture d'Al-Dustour, Ibrahim Eissa tente neuf fois de fonder un autre journal. Chacune de ses tentatives est rejetée, sous différents types de licences, aussi bien pour des publications politiques que culturelles. Il essaye d'écrire sous pseudonyme pour le Parti Démocratique du Peuple (en), mais ses efforts sont contrariés par l'intervention du gouvernement. Néanmoins, il est progressivement réintroduit en tant qu'écrivain dans des domaines non-politiques.
Quand Dream TV (en) démarre en 2001, Ibrahim Eissa est invité à animer l'émission d'actualités Aala Al Qahwa (« Au café »). En 2003, la chaîne est contrainte de le licencier en raison de la nature controversée de son programme. C'est à cette période qu'Ibrahim Eissa écrit le premier d'une série de romans, Maqtal Al-Rajul Al Kabir. Aucun de ses romans ne bénéficie d'un accueil favorable, et celui-ci en particulier est interdit et censuré par le gouvernement.

### Relance d'Al-dustouret procès divers
En 2004, Ayman Nour, chef du Parti Al-Ghad, offre à Ibrahim Eissa de lui confier le poste de rédacteur en chef du journal de son parti tandis qu'Essam Fahmi lui propose dans le même temps de relancer Al-Dustour.
Bien qu'Ibrahim Eissa ait choisi de travailler avec le Parti El-Ghad, le mouvement fut bloqué lorsque les services de sécurité ont fait expulser Ibrahim Eissa par Mostafa Moussa, en 2005, pendant qu'Ayman Nour était en prison. Ibrahim Eissa s'est alors rabattu sur son second choix et devient rédacteur en chef d'Al-Dustour. En 2005, il prend en charge aussi l'autre journal de Fahmi, Sawt al-Umma (ar), et fait des apparitions régulières dans l'émission télévisée Min awul sadr.
En juin 2006, Ibrahim Eissa est convaincu de diffamation à l'égard d'Hosni Mubarak dans un écrit qui décrivait la tentative d'un juriste pour traduire en justice le président et sa famille pour corruption. Il est condamné à un an de prison, de même que son avocat Saïd Abdullah. La sentence est commuée, en février 2007, en une amende de 3.950 $. La plainte est déposée au nom de Moubarak par un citoyen privé, et instruite rapidement, en contravention des règles juridiques égyptiennes.
Le 5 décembre 2007, Ibrahim Eissa a été traduit devant la Cour d'Algalaa après la publication d'un article concernant les problèmes de santé du président Mubarak. Le 31 mars 2008, il a été reconnu coupable d'atteinte à l'économie nationale après que la Banque centrale eut témoigné que 350 millions de dollars d'investissements avaient quitté le pays à la suite de la publication de l'article. Le 28 septembre 2008, la Cour d'Appel Boulak Abul Ela a confirmé le verdict de culpabilité, mais a réduit la sentence à deux mois de prison, accusant Ibrahim Eissa de rapporter et de publier des fausses informations. À l'origine, c'est le procureur qui s'était porté en appel, jugeant que la peine de six mois de prison était trop légère. Ibrahim Eissa a déclaré : « Ce jugement ouvre les portes de l'enfer pour la presse égyptienne ». Des ONG telles que Amnesty international et Arabic Network for Human Rights Information (en) ont dénoncé cette condamnation. Le 8 octobre 2008, Eissa a été gracié par Mubarak.
Le 5 octobre 2010, Ibrahim Eissa est licencié de son poste à Al-Dustour après le rachat du journal par l'homme d'affaires Sayyid Badawi, membre du parti égyptien Wafd. Selon Ibrahim Eissa, c'est dans le but de l'empêcher d'y écrire que le journal a été repris : « They bought the newspaper for $4 millions, just to stop me from writing. » La raison immédiate était son souhait de publier un article de Mohamed El Baradei qui s'opposait au président Moubarak et constituait un rival potentiel pour la présidence. Plus tôt la même année, Eissa a été renvoyé de son poste de Baladna bel Masry, une émission politique de la chaîne ONTV (en).
Plus récemment, en 2022, une enquête a été ouverte contre lui, après qu'il eut mis en doute, lors d'une émission télévisée, qu'il faille prendre à la lettre le récit coranique du voyage nocturne du Prophète (le Miraj).

### Projets médiatiques à l'ère post-Moubarak
Depuis la révolution égyptienne de 2011, Ibrahim Eissa s'est impliqué dans deux projets médiatiques. Le premier est le lancement d'une chaîne télévisée satellite privée, baptisée Al Tahrir TV Channel (en), en février 2011. Le second est le lancement d'un quotidien, Al Tahrir (en) (« La libération »), en juillet 2011. Bien qu'ils portent le même nom, la chaîne de télévision et le journal sont deux projets de médias séparés.

#### Al Tahrir TV channel
Ibrahim Eissa devient avec Ahmed Abu-Haiba et Mohamed Morad l'un des trois propriétaires d'Al Tahrir TV Channel, fondée en février 2011, première chaîne de télévision lancée en Égypte après la démission de Moubarak, dont le slogan est « The people want to liberate the minds ». En octobre 2011, il vend ses parts aux hommes d'affaires Nabil Kamel et Saïd Tawfiq, en raison d'importantes difficultés financières. Ibrahim Eissa continue de travailler pour la chaîne, en tant que reporter pour l'émission Fil midan. En février 2012, il quitte l'émission et cesse d'être associé à la chaîne.
En décembre 2011, Saïd Tawfiq vend ses parts à l'homme d'affaires Suleiman Amer, qui possède alors 84% du capital de la chaîne. Cette dernière est largement critiquée par ses reporters vedettes, y compris Ibrahim Eissa, qui reprochent à la nouvelle administration de servir les intérêts de l'État égyptien.

#### Al Tahrir, le journal
Le journal Al Tahrir est lancé en juillet 2011. Il est le deuxième à être créé après la démission du président Moubarak, après l'hebdomadaire Youm 7. Comme Al Tahrir TV, son nom fait référence à la place Tahrir. Le capital du journal est divisé entre Ibrahim Eissa et l'éditeur Ibrahim al-Moalem, qui collabore aussi avec un autre quotidien indépendant, Al-Shorouk (en), en tant que président. Ibrahim Eissa est le rédacteur en chef du journal. À son lancement, le périodique se caractérise par le même ton que le journal précédent d'Ibrahim Eissa, Al-Dustour, dominé par la satire et les articles d'opinion. Le rédacteur en chef déclare qu'en plus des reportages d'actualité, Al Tahrir a pour but de fournir une compréhension et une analyse des événements. Le journal cherche aussi à renouveler l'importance de la presse écrite, en particulier aux yeux de la jeunesse, qui a recours aux nouveaux médias sociaux pour s'informer.

### Menaces de mort
En décembre 2011, des sources indiquent qu'Ibrahim Eissa et plusieurs personnalités de la sphère médiatique ont reçu des menaces de mort en raison de la nature polémique des sujets qu'ils couvraient.

## Témoignage au procès de Moubarak
Des activistes reprochent à Ibrahim Eissa d'avoir modifié son témoignage lors du procès de Moubarak en 2011, puis du nouveau procès de 2014. Ibrahim Eissa avait d'abord accusé la police d'avoir tiré sur les manifestants, puis il a déclaré lors du second procès qu'il n'avait pas été témoin de tirs, mais que Moubarak était un président patriote, qui n'a ordonné ni de faire usage de la force contre les manifestants, ni de couper téléphone et Internet, mais a seulement demandé aux responsables de la sécurité d'user des mesures nécessaires pour contenir le chaos.

## Distinctions
En 2008, le prix Gébrane Tuéni est attribué à Ibrahim Eissa au Liban,. En mars 2011, il reçoit le prix de la liberté d'expression 2010 de l'organisation Index on Censorship,, décrit comme une récompense pour tous ceux qui risquent leur vie pour le droit d'exprimer leurs opinions. Ibrahim Eissa est qualifié de « one-man barometer of Egypt's struggle for political and civic freedom » (faisant figure de baromètre de la lutte de l'Égypte pour la liberté politique et civique). Il dédie sa récompense à la place Tahrir.
En avril 2011, Ibrahim Eissa reçoit également le prix du journaliste de l'année 2010 d'une institution britannique appelée Society of editors. Ce prix est lui aussi une reconnaissance de l'engagement d'un journaliste pour la liberté de la presse et la liberté d'expression. Ibrahim Eissa est distingué en particulier pour son insistance sur la démocratie, et comme résultat de son engagement journalistique et de ses opinions pour le renversement du régime de Moubarak.
Son roman Our master est sélectionné pour le Prix international de la fiction arabe en 2013,.

## Œuvre

### Romans
- Mawlana, en arabe, 2012. Traduit en anglais sous le titre Our master. Le livre a fait l'objet d'un adaptation au cinéma. Il explore le thème des relations entre religion, médias et politique[30].
- Maqtal al-rajul al-kabir, traduit en anglais sous le titre The Assassination of the Big Man en 2013.
- The televangelist, traduit en anglais, 2016.
- El-deif (« L'invité »), adapté au cinéma[31].
- Dam al-Hussein (publié en anglais en 2013 sous le titre Hussein's blood).

### Essais
- Al Tariq Ila Yanayer, en arabe, 2012.